# Карумидзе, Зураб
Зура́б Каруми́дзе (груз. ზურაბ ქარუმიძე; 22 августа 1957, Тбилиси, Грузинская ССР, СССР — 12 декабря 2023) ― грузинский писатель, филолог, переводчик и культуролог.

## Биография
Родился 22 августа 1957 года в Тбилиси, Грузинская ССР.
Окончил Тбилисский государственный университет имени Иване Джавахишвили, факультет западноевропейских языков и литературы по специальности английская литература.
Несколько лет был научным сотрудником Центра литературных исследований XX века при Тбилисском государственном университете. В своем родном вузе потом защитил диссертацию по теме об английском поэте Джоне Донне.
В 1994–1995 годах он был стипендиатом программы Фулбрайта в Университете Висконсин-Милуоки, где изучал постмодернистские американские метафоры. Два его рассказа были опубликованы на английском языке в журнале Clockwatch Review (Bloomington IL 1996).
В 2002 году Зураб Карумидзе был назначен редактором тбилисских англоязычных литературных журналов «Грузия―Кавказ Профиль» и «Кавказский контекст».
Скончался 12 декабря 2023 года в возрасте 66 лет.

## Творчество
Автор сборника рассказов под названием «Опера» (1998) и нескольких романов, в том числе «Вино-темное море» (2000) и «Гиго и коза» (2003). Вместе с Джеймсом Верчем Зураб Карумидзе был соредактором книги «Хватит: революция роз в Республике Грузия» (Nova Science Publishers, Нью-Йорк , 2005) и написал множество эссе по философии, истории культуры, коллективной памяти и народных сказках, а также отмеченную наградами книгу по истории джаза (2010). Его литературные произведения очень интеллектуальны и экспериментальны, а также полны ссылок и намеков на западную литературу.

## Сочинения
- Опера, сборник рассказов (1988)
- Вино Темное море, роман (2000)
- Коза и Гиго, роман (2003)
- Дагни, или Праздник любви, роман на английском языке (2011)
- Жизнь джаза, документальная проза (2009)
- Кавказский фокстрот (2011)
- Баши-Ачуки или Моби Дик (2013)
- Джазмин (2014)

## Переводы
- Дагни, или Праздник любви, на английском языке, Dalkey Archive Press (2013)[3]
- Dagny oder Ein Fest der Liebe, на немецком языке, Weidle Verlag, 2017 год[4]

## Награды
- Литературная премия «Саба» в номинации «Лучшая критическая, эссеистическая и документальная проза года» за книгу «Жизнь джаза» (2010).